# Slater-determinant
En Slater-determinant er inden for kvantemekanik og kvantekemi en determinant, der gør det muligt at opskrive bølgefunktionen for et system af flere fermioner såsom elektroner. Determinanten er opkaldt efter den amerikanske fysiker John C. Slater, der introducerede den i 1929.
Determinanten spiller en vigtig rolle i kvantekemi, hvor den i metoder såsom Hartree-Fock-approksimationen og konfigurationsvekselvirksningsmetoden bruges til at tilnærme bølgefunktionen for mange elektroner.

## To-partikel-system
Det er lettest at vise Slater-determinanten for et system af to elektroner i et Coulomb-potential, som det er tilfældet ved helium. Hvis elektronerne ikke interagerer med hinanden er systemets energi {\displaystyle E} blot summen af elektronernes energi {\displaystyle \varepsilon }:
{\displaystyle E=\varepsilon _{1}+\varepsilon _{2}}
og systemets hamilton-operator {\displaystyle {\hat {H}}} er blot summen af hver elektrons Hamilton-operator {\displaystyle {\hat {h}}}:
{\displaystyle {\hat {H}}={\hat {h}}(1)+{\hat {h}}(2)}
Det følger, at bølgefunktionen, der opfylder systemets Schrödinger-ligning, er et Hartree-produkt af hver elektrons individuelle spin-orbital {\displaystyle \chi ({\vec {r}})}. Med to elektroner og to spintilstande op {\displaystyle i} og ned {\displaystyle j} er der fire kombinationer, der giver et Hartree-produkt:
{\displaystyle \Psi ^{\mathrm {HP} }({\vec {r}}_{1},{\vec {r}}_{2})=\chi _{i}({\vec {r}}_{1})\chi _{i}({\vec {r}}_{2})}
{\displaystyle \Psi ^{\mathrm {HP} }({\vec {r}}_{1},{\vec {r}}_{2})=\chi _{j}({\vec {r}}_{1})\chi _{j}({\vec {r}}_{2})}
{\displaystyle \Psi ^{\mathrm {HP} }({\vec {r}}_{1},{\vec {r}}_{2})=\chi _{i}({\vec {r}}_{1})\chi _{j}({\vec {r}}_{2})}
{\displaystyle \Psi ^{\mathrm {HP} }({\vec {r}}_{1},{\vec {r}}_{2})=\chi _{j}({\vec {r}}_{1})\chi _{i}({\vec {r}}_{2})}
I de to første Hartree-produkter eksisterer elektronerne i samme spinorbital, mens de har forkelligt spin i de to andre produkter. Dog kan ingen af disse produkter være hele løsningen. For fermioner skal bølgefunktionen være antisymmetrisk, hvilket vil sige, at bølgefunktionen skal ændre fortegn, hvis elektronerne ombyttes:
{\displaystyle \Psi ({\vec {r}}_{2},{\vec {r}}_{1})=-\Psi ({\vec {r}}_{1},{\vec {r}}_{2})}
Af de fire mulige Hartree-produkter opfylder ingen af dem denne ligning. Til gengæld kan de to sidste produkter kombineres:
{\displaystyle \Psi ({\vec {r}}_{1},{\vec {r}}_{2})={\frac {1}{\sqrt {2}}}\left(\chi _{i}({\vec {r}}_{1})\chi _{j}({\vec {r}}_{2})-\chi _{j}({\vec {r}}_{1})\chi _{i}({\vec {r}}_{2})\right)}
Dette er en blandet tilstand, idet den er en kombination af spin-konfigurationerne op-ned og ned-op. Faktoren {\displaystyle {\tfrac {1}{\sqrt {2}}}} sørger for, at bølgefunktionen er normeret. Det ses, at den opfylder den antisymmetriske betingelse, idet
{\displaystyle \Psi ({\vec {r}}_{2},{\vec {r}}_{1})={\frac {1}{\sqrt {2}}}\left(\chi _{j}({\vec {r}}_{2})\chi _{i}({\vec {r}}_{1})-\chi _{i}({\vec {r}}_{2})\chi _{j}({\vec {r}}_{1})\right)=-{\frac {1}{\sqrt {2}}}\left(\chi _{i}({\vec {r}}_{1})\chi _{j}({\vec {r}}_{2})-\chi _{i}({\vec {r}}_{1})\chi _{j}({\vec {r}}_{2})\right)=-\Psi ({\vec {r}}_{1},{\vec {r}}_{2})}
Betingelsen er også opfyldt, hvis elektronerne har ens spin, men bølgefunktionen er da nul:
{\displaystyle \Psi ({\vec {r}}_{1},{\vec {r}}_{2})={\frac {1}{\sqrt {2}}}\left(\chi _{i}({\vec {r}}_{1})\chi _{i}({\vec {r}}_{2})-\chi _{i}({\vec {r}}_{1})\chi _{i}({\vec {r}}_{2})\right)=0}
Det vil sige, at denne tilstand ikke eksisterer. To fermioner kan altså ikke begge være i præcis samme tilstand. Dette kaldes for Paulis udelukkelsesprincip.
Udtrykket for {\displaystyle \Psi } kan skrives mere kompakt som en determinant:
{\displaystyle \Psi ({\vec {r}}_{1},{\vec {r}}_{2})={\frac {1}{\sqrt {2}}}{\begin{vmatrix}\chi _{i}({\vec {r}}_{1})&\chi _{j}({\vec {r}}_{1})\\\chi _{i}({\vec {r}}_{2})&\chi _{j}({\vec {r}}_{2})\end{vmatrix}}}
Det er denne determinant af spin-orbitaler, der kaldes for Slater-determinanten. Der er en række for hver elektron og en søjle for hver spin-orbital.

## N-partikel-system
For et system af {\displaystyle N} elektroner er princippet det samme. Udtrykt med Slater-determinanten bliver bølgefunktionen:
{\displaystyle \Psi ({\vec {r}}_{1},{\vec {r}}_{2},...,{\vec {r}}_{N})={\frac {1}{\sqrt {N!}}}{\begin{vmatrix}\chi _{i}({\vec {r}}_{1})&\chi _{j}({\vec {r}}_{1})&\dots &\chi _{k}({\vec {r}}_{1})\\\chi _{i}({\vec {r}}_{2})&\chi _{j}({\vec {r}}_{2})&\dots &\chi _{k}({\vec {r}}_{2})\\\vdots &\vdots &\ddots &\vdots \\\chi _{i}({\vec {r}}_{N})&\chi _{j}({\vec {r}}_{N})&\dots &\chi _{k}({\vec {r}}_{N})\end{vmatrix}}}
Udtrykket indeholder nu {\displaystyle N} elektroner samt {\displaystyle N} mulige spinorbitaler. Endnu mere kompakt kan dette også skrives med bra-ket-notation og kun spin-orbitalerne:
{\displaystyle \Psi ({\vec {r}}_{1},{\vec {r}}_{2},...,{\vec {r}}_{N})=\left|\chi _{i}\chi _{j}\dots \chi _{k}\right\rangle }
Elektronernes rækkefølge i Slater-determinanten er her underforstået.
Alternativt kan Slater-determinanten skrives som en sum af Hartree-produkter, der gennemgår samtlige permutationer af elektroner i de forskellige orbitaler. For hver permutation skifter leddene fortegn, og udtrykket bliver derfor:
{\displaystyle \left|\chi _{1}\chi _{2}\dots \chi _{N}\right\rangle ={\frac {1}{\sqrt {N!}}}\sum _{p=0}^{N!-1}(-1)^{p}{\hat {P}}^{p}(\chi _{1}\chi _{2}\dots \chi _{N})}
hvor {\displaystyle {\hat {P}}} er permutationsoperatoren, og summen er over antallet af samtlige permutationer. For {\displaystyle N} spinorbitaler, er der {\displaystyle N!} mulige permutationer. Dette kan alternativt ses som en operator {\displaystyle {\hat {A}}}, der virker på et Hartree-produkt for at gøre det antisymmetrisk:
{\displaystyle \left|\chi _{1}\chi _{2}\dots \chi _{N}\right\rangle ={\hat {A}}(\chi _{1}\chi _{2}\dots \chi _{N})}
hvor
{\displaystyle {\hat {A}}={\frac {1}{\sqrt {N!}}}\sum _{p=0}^{N!-1}(-1)^{p}{\hat {P}}^{p}}
kaldes for antisymmetriseringsoperatoren.